# غسان بو دياب
غسان بو دياب، محلل سياسي، وصحفي لبناني. يدرّس الإدارة الإستراتيجية وإدارة الموارد البشرية في الجامعة الأميركية للثقافة والتعليم، ويشغل منصب مدير العلاقات العامة فيها، ورئيس قسم الأبحاث (2013).

## مسيرته
- درس الاقتصاد وإدارة الأعمال في جامعة بيروت العربية(2008)
- حاز على ماجستير في الدراسات الإسلامية -المسيحية من جامعة القديس يوسف بيروت(2010)
- درس الدكتوراه في علوم الأديان في جامعة القديس يوسف.
- في سويسرا، درس دبلوماً في الفيدرالية واللامركزية الإدارية وحل النزاعات،
- كما درس في القيادة من جامعة تامبل، الولايات المتحدة الأميركية.
- درس الحقوق في لجامعة اللبنانية.
- حالياً (2012) يشغل غسان بو دياب منصب محلل سياسي وتعددية دينية في جريدة الديار اللبنانية، مع أكثر من خمسمائة مقالة منشورة حتى الآن. إلى جانب الديار.
- نشر له وعنه مقالات في كل من جريدة النهار[2]، صدى البلد، البناء، لمستقبل، السفير، الجرس.
- بالإضافة إلى ذلك، يشغل منصب رئيس مجلس إدارة الشركة اللبنانية للاستثمار والإعمار(ش.م.م) ويعمل على موضوع المسؤولية الاجتماعية للمنشآت.
- في عام 2009 أسس مع غيره من الرياديين «المنتدى العالمي للأديان والإنسانية».[3]